# 田中敏 (心理学者)
田中 敏（たなか さとし、1955年 - ）は、日本の心理学者、上越教育大学名誉教授、学位は学術博士。専攻は言語心理学。

## 履歴
筑波大学大学院修了。1988年、筑波大学より「スピーチの生産過程における音声と意味の関係」の研究で学術博士号取得。1993年より上越教育大学で教鞭をとり、2015年信州大学学術研究院（教育学系）教授に就任。2020年に同大を定年退職。

## 著作
- 『心のプログラム : 心理学の基礎から現代社会の心の喪失まで』啓文社 1994
- 『スピーチの言語心理学モデル : 音声の生産と意味処理の関係の実証的検討』風間書房 1995.12
- 『ユーザーのための心理データの多変量解析法 : 方法の理解から論文の書き方まで』山際勇一郎との共著、教育出版 1997